# Interlaken
Interlaken er en by i kantonen Bern i Schweiz. Byen er velkendt blandt turister.
Den ligger i det centrale Schweiz midt i Alperne. Floden Aare løber gennem byen. Byen har fået sit navn efter dens geografiske placering, mellem søerne (latin: inter lacus). Interlaken ligger mellem søerne Brienzersee mod øst og Thunersee mod vest. 
Interlaken ligger 570 meter over havets overflade. Byen havde tidligere stor betydning med et fungerende kloster efter augustinerreglen. Klosteret blev bygget i 1130 og eksisterede indtil 1528. Det blev senere populært som en seværdighed for turister. 
Trods det lille indbyggertal (5.610 (2018)) har byen to jernbanestationer, Interlaken Ost og West. Fra Ostbahnhof afgår bl.a. toget ind i Lauterbrunnental og videre til Jungfraujoch med Europas højest beliggende banegård i en højde af 3.354 m.o.h.
Fra Interlaken er der herudover forbindelse med kabelbanen Harderbahn op til udsigtspunktet Harder Kulm, der ligger nord for byen.
- Fra den indre by
- Interlaken set fra luften med Brienzersee i baggrunden og Thunersee forrest for neden i billedet.